# Чановский район
Ча́новский райо́н — административно-территориальная единица (район) и муниципальное образование (муниципальный район) в Новосибирской области России.
Административный центр — посёлок городского типа Чаны.

## География
Район расположен на западе Новосибирской области. Граничит с Венгеровским, Куйбышевским, Барабинским, Купинским, Чистоозёрным и Татарским районами Новосибирской области. На территории района расположено крупнейшее в Западной Сибири озеро Чаны.
Территория района по данным на 2008 год — 551,5 тыс. га, в том числе сельхозугодья — 335,2 тыс. га (60,8 % всей площади). Протяжённость района с севера на юг составляет 98 км и с запада на восток — 104 км.

## История
Район образован в 1925 году в составе Барабинского округа Сибирского края. В 1930 году Сибирский край был разделён на западную и восточную части, и Еланский район оказался в составе Западно-Сибирского края (округа были при этом упразднены). В 1937 году район был включён в состав новообразованной Новосибирской области.

## Достопримечательности
Чановский район богат на разного рода достопримечательности.

### Памятники природы
- Памятник природы регионального значения «Остров Медвежий»;
- Памятник природы регионального значения «Остров Узкоредкий»;
- Озеро Карачи и карачинский источник минеральной воды.

### Памятники истории
- Водонапорная башня, р.п. Чаны;
- Старинная торговая лавка купца П. И. Мельникова на старом Московском тракте, с. Покровка ;
- Церковь Святого Николая Чудотворца, д. Блюдцы;
- Дом священника, д. Блюдцы;
- Чановский краеведческий музей, р.п. Чаны;
- Центр национальных культур, р.п. Чаны.

### Памятники археологии
В районе обнаружено 18 археологических памятников эпохи неолита, раннего и развитого бронзового века. Древнейшие из них позволяют реконструировать жизнь в зоне Барабинской лесостепи начиная 14-13 тыс. лет назад:
- Курганный могильник у села Осинцево,
- Городище и памятник — поселение вблизи села Старая Преображенка,
- Рукотворные холмы (курганы) от сёл Сергино, Погорелка, через Тайлаково до Венгерово.

### Охотничьи угодья
- Охотничье хозяйство «Черниговское», Блюдчанский сельсовет

## Население
| 2002    | 2009    | 2010    | 2011    | 2012    | 2013    | 2014    |
| ------- | ------- | ------- | ------- | ------- | ------- | ------- |
| 29 391  | ↘28 250 | ↘28 133 | ↘25 478 | ↘25 148 | ↘24 856 | ↘24 492 |
| 2015    | 2016    | 2017    | 2018    | 2019    | 2020    | 2021    |
| ↘24 137 | ↘23 971 | ↘23 713 | ↘23 495 | ↘23 239 | ↘22 856 | ↘21 156 |

### Урбанизация
В городских условиях (рабочий посёлок Чаны) проживают 37,81 % населения района.

## Муниципально-территориальное устройство
В муниципальный район входят 14 муниципальных образований, в том числе 1 городское поселение и 13 сельских поселений.
| №        | Муниципальное образование    | Административный центр   | Количество населённых пунктов | Население (чел.) | Площадь (км²) |
| -------- | ---------------------------- | ------------------------ | ----------------------------- | ---------------- | ------------- |
| 1e-06    | Городское поселение:         |                          |                               |                  |               |
| 1        | рабочий посёлок Чаны         | рабочий посёлок Чаны     | 4                             | ↘8529            | 93,18         |
| 1.000002 | Сельские поселения:          |                          |                               |                  |               |
| 2        | Блюдчанский сельсовет        | село Блюдчанское         | 6                             | ↘1314            | 642,29        |
| 3        | Землянозаимский сельсовет    | село Земляная Заимка     | 4                             | ↘810             | 362,92        |
| 4        | Красносельский сельсовет     | село Красноселье         | 5                             | ↘1381            | 368,08        |
| 5        | Матвеевский сельсовет        | село Песчаное Озеро      | 5                             | ↘547             | 378,53        |
| 6        | Новопреображенский сельсовет | посёлок Новопреображенка | 3                             | ↘841             | 222,91        |
| 7        | Озеро-Карачинский сельсовет  | посёлок Озеро-Карачи     | 8                             | ↘3131            | 264,17        |
| 8        | Отреченский сельсовет        | село Отреченское         | 5                             | ↘582             | 332,39        |
| 9        | Погорельский сельсовет       | деревня Погорелка        | 4                             | ↘480             | 299,85        |
| 10       | Покровский сельсовет         | село Покровка            | 1                             | ↘367             | 185,84        |
| 11       | Старокарачинский сельсовет   | село Старые Карачи       | 4                             | ↘1435            | 336,29        |
| 12       | Таганский сельсовет          | село Таган               | 3                             | ↘555             | 349,12        |
| 13       | Тебисский сельсовет          | село Тебисское           | 6                             | ↘1549            | 496,60        |
| 14       | Щегловский сельсовет         | село Щеглово             | 8                             | ↘883             | 561,84        |

### Населённые пункты
| №  | Населённый пункт    | Тип               | Население | Муниципальное образование    |
| -- | ------------------- | ----------------- | --------- | ---------------------------- |
| 1  | Аялу                | аул               | ↘76       | Отреченский сельсовет        |
| 2  | Белехта             | деревня           | ↘255      | Озеро-Карачинский сельсовет  |
| 3  | Бишбуга             | посёлок           | →2        | Озеро-Карачинский сельсовет  |
| 4  | Блюдцы              | деревня           | ↘148      | Блюдчанский сельсовет        |
| 5  | Блюдчанское         | село              | ↘714      | Блюдчанский сельсовет        |
| 6  | Васильевка          | деревня           | ↘252      | Щегловский сельсовет         |
| 7  | Двуозерный          | посёлок           | ↘81       | Отреченский сельсовет        |
| 8  | Добринка            | деревня           | ↘69       | Щегловский сельсовет         |
| 9  | Зеленопольский      | посёлок           | ↘51       | Матвеевский сельсовет        |
| 10 | Земляная Заимка     | село              | ↘540      | Землянозаимский сельсовет    |
| 11 | Зенкино             | деревня           | ↘149      | Таганский сельсовет          |
| 12 | Кабаклы             | деревня           | ↘267      | Землянозаимский сельсовет    |
| 13 | Калиновка           | деревня           | ↘76       | Землянозаимский сельсовет    |
| 14 | Кирзавод            | посёлок           | ↘182      | Озеро-Карачинский сельсовет  |
| 15 | Ковыльный           | посёлок           | ↗113      | Матвеевский сельсовет        |
| 16 | Кошкуль             | аул               | ↘469      | Новопреображенский сельсовет |
| 17 | Кошкуль             | станция           | ↘94       | Новопреображенский сельсовет |
| 18 | Красное             | село              | ↘308      | Красносельский сельсовет     |
| 19 | Красноселье         | село              | ↘530      | Красносельский сельсовет     |
| 20 | Малый Тебис         | посёлок           | ↘315      | Красносельский сельсовет     |
| 21 | Маметкино           | аул               | →5        | Блюдчанский сельсовет        |
| 22 | Матвеевка           | деревня           | ↘15       | Матвеевский сельсовет        |
| 23 | Межгривный          | посёлок           | ↘187      | Погорельский сельсовет       |
| 24 | Моховое             | посёлок           | ↘337      | рабочий посёлок Чаны         |
| 25 | Нефтепровод         | посёлок           | →0        | Озеро-Карачинский сельсовет  |
| 26 | Николаевка          | деревня           | ↘99       | Щегловский сельсовет         |
| 27 | Новоалександровка   | деревня           | ↘39       | Отреченский сельсовет        |
| 28 | Нововасильевский    | посёлок           | ↘86       | Отреченский сельсовет        |
| 29 | Новопреображенка    | посёлок           | ↘423      | Новопреображенский сельсовет |
| 30 | Новофеклино         | село              | ↘311      | Блюдчанский сельсовет        |
| 31 | Новояблоновка       | деревня           | ↘125      | Таганский сельсовет          |
| 32 | Новояркуль          | посёлок           | ↘439      | Озеро-Карачинский сельсовет  |
| 33 | Озеро-Карачи        | курортный посёлок | ↗1507     | Озеро-Карачинский сельсовет  |
| 34 | Озеро-Карачи        | посёлок           | ↘729      | Озеро-Карачинский сельсовет  |
| 35 | Оравка              | деревня           | ↘225      | Щегловский сельсовет         |
| 36 | Осинцево            | деревня           | ↘451      | Старокарачинский сельсовет   |
| 37 | Отреченское         | село              | ↘514      | Отреченский сельсовет        |
| 38 | Песцы               | посёлок           | ↗138      | рабочий посёлок Чаны         |
| 39 | Песчаное Озеро      | село              | ↘352      | Матвеевский сельсовет        |
| 40 | Погорелка           | деревня           | ↘262      | Погорельский сельсовет       |
| 41 | Покровка            | село              | ↘367      | Покровский сельсовет         |
| 42 | Полтавка            | село              | ↘170      | Матвеевский сельсовет        |
| 43 | Приомский           | посёлок           | ↘204      | Тебисский сельсовет          |
| 44 | Рождественка        | посёлок           | →355      | Тебисский сельсовет          |
| 45 | Сарыбалык           | деревня           | ↘130      | Землянозаимский сельсовет    |
| 46 | Север               | деревня           | ↘191      | Красносельский сельсовет     |
| 47 | Сергино             | деревня           | ↘133      | Погорельский сельсовет       |
| 48 | Старая Преображенка | деревня           | ↘436      | Старокарачинский сельсовет   |
| 49 | Старые Карачи       | село              | ↘592      | Старокарачинский сельсовет   |
| 50 | Таган               | село              | ↘480      | Таганский сельсовет          |
| 51 | Тайлаково           | деревня           | ↘157      | Старокарачинский сельсовет   |
| 52 | Тайский             | посёлок           | ↘193      | Красносельский сельсовет     |
| 53 | Танчик              | посёлок           | ↘158      | Тебисский сельсовет          |
| 54 | Тармакуль           | деревня           | ↘519      | Озеро-Карачинский сельсовет  |
| 55 | Тебис               | аул               | ↘402      | Тебисский сельсовет          |
| 56 | Тебисское           | село              | ↘721      | Тебисский сельсовет          |
| 57 | Узунгуль            | посёлок           | ↘57       | Щегловский сельсовет         |
| 58 | Чаны                | рабочий посёлок   | ↘8000     | рабочий посёлок Чаны         |
| 59 | Черниговка          | деревня           | ↘224      | Блюдчанский сельсовет        |
| 60 | Чертокулич          | населённый пункт  | →0        | Щегловский сельсовет         |
| 61 | Чурым               | посёлок           | ↘38       | Погорельский сельсовет       |
| 62 | Щеглово             | село              | ↘403      | Щегловский сельсовет         |
| 63 | Юрки                | посёлок           | ↘248      | Блюдчанский сельсовет        |
| 64 | 2912 км             | населённый пункт  | ↘0        | Щегловский сельсовет         |
| 65 | 2926 км             | населённый пункт  | ↗8        | рабочий посёлок Чаны         |
| 66 | 2966 км             | населённый пункт  | →0        | Тебисский сельсовет          |

## Экономика
Промышленность района сосредоточена в основном в Чанах: маслозавод (работает под руководством директора из Красносельска), маслосырбаза (сдаёт помещения в аренду), мясокомбинат, хлебокомбинат, завод по разливу минеральной воды «Чистозерье». Вне районного центра — завод по розливу минеральной воды «Карачинская» в п. Озеро-Карачи.
Сельскохозяйственным производством заняты 17 сельскохозяйственных предприятий, опытное поле Академии сельскохозяйственных наук, два подсобных хозяйства, 92 фермерских хозяйства. Из них наиболее крупными являются хозяйства: «Советская Родина», «Блюдчанское», «Красносельское», «Щегловское».

## Транспорт
Через район проходит автодорога федерального значения М51 «Байкал» и участок Транссибирской железнодорожной магистрали «Новосибирск—Татарск». Протяжённость автомобильных дорог — 455,5 км, из них с твёрдым покрытием — 440,6 км.

## Выдающиеся жители
Герои Советского Союза:
- Байдуков Георгий Филиппович;
- Беликов Василий Иванович;
- Бенеш Николай Алексеевич;
- Булаев Александр Дмитриевич;
- Юрченко Пантелей Данилович;
- Яценко Петр Григорьевич.